# Modisimus coeruleolineatus
Modisimus coeruleolineatus là một loài nhện trong họ Pholcidae. Loài này được phát hiện ở Puerto Rico.